# Baltes
Pour les articles homonymes, voir Balte.

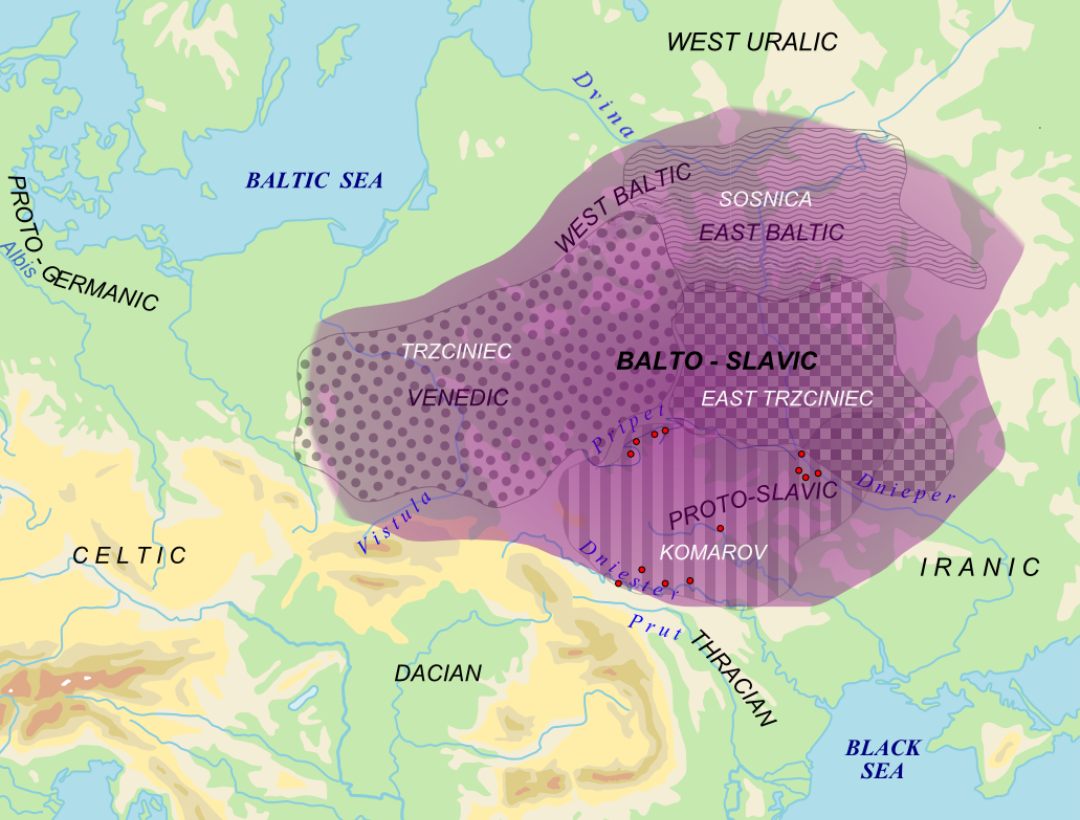
Langues balto-slaves à l'Âge du Bronze.

Les peuples baltes vers 1200.

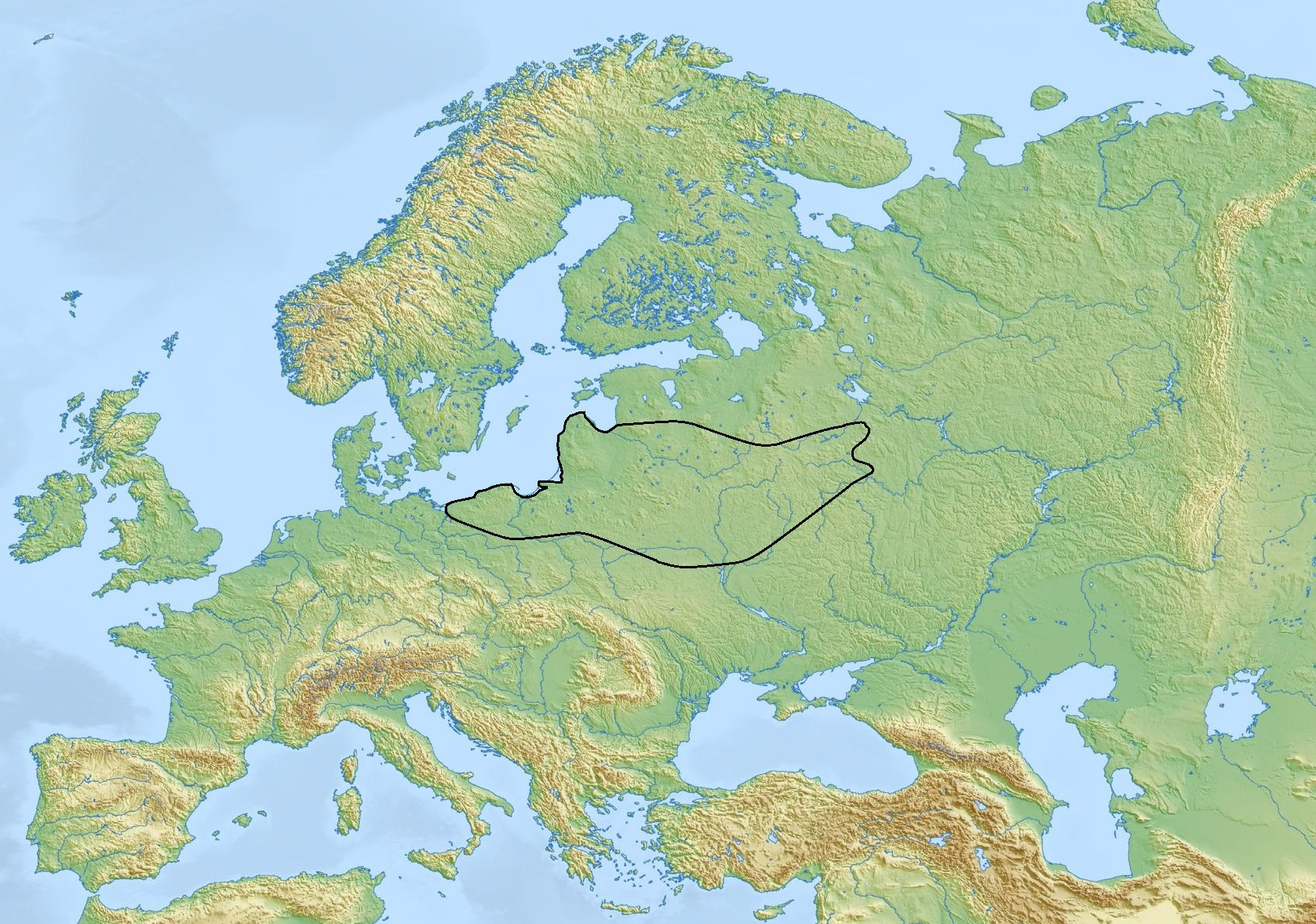
Zone d'hydronymes baltes.

Les Baltes sont un ensemble de peuples indo-européens du nord  de l'Europe orientale, identifiés par le fait qu'ils parlent des langues de la branche des langues baltes et qui ont conservé la langue vivante la plus ancienne des Indo-Européens. Ils sont actuellement installés sur le pourtour sud-est de la mer Baltique.
Bien que l'Estonie fasse partie des pays baltes, les Estoniens ne sont pas baltes.

## Histoire

### Origines
Au sein de la famille indo-européenne, les Balto-Slaves et les Protogermains faisaient partie d'un même ensemble[réf. souhaitée]. Ces deux groupes se sont progressivement séparés[réf. souhaitée].
Il semblerait que les Balto-Slaves aient habité, vers 3000 av. J.-C., des environs de Berlin jusqu'à Moscou et de la Mer Baltique jusqu'à Kiev,..
Grâce aux influences des autres cultures, les Balto-Slaves périphériques se séparent en formant les Protoslaves vers le IXe siècle av. J.-C.. Cette parenté explique les similitudes qui existent entre les langues slaves et les langues baltes[réf. souhaitée]. Au début du XIIIe siècle, c'est-à-dire à l'époque des croisades baltes, la Vistule forme la frontière entre  peuples baltes et slaves[réf. souhaitée].

### Évolution
À partir de 3000 av. J.-C., les Protobaltes commencent une vaste expansion[réf. souhaitée]. Vers les années 1000 av. J.-C. les Protobaltes tiennent ainsi la plupart des territoires de l'Europe de l'est. Mais à cause de la dissidence de peuples périphériques, le territoire diminue[réf. souhaitée]. En 150 apr. J.-C. Claude Ptolémée a noté que les Baltes, notamment Galindiens et Sudoviens, sont intégrés à la ligue des peuples de Sarmatia Europea qui se situe plutôt sur le territoire des Baltes et des Slaves. Une fois installés sur les pourtours de la mer Baltique, entre la Vistule et le golfe de Riga, les Protobaltes se sont divisés, vers le Ve siècle av. J.-C., en deux sous-groupes : les Baltes orientaux et les Baltes occidentaux[réf. souhaitée]. Ces deux sous-groupes se sont eux-mêmes progressivement divisés à partir du Ve siècle[réf. souhaitée].
- Baltes orientaux
  - Lituaniens
  - Lettons
  - Latgaliens
  - Curoniens
  - Séloniens
  - Sémigaliens

- Baltes occidentaux
  - Prussiens
  - Galindiens
  - Skalviens
  - Sudoviens

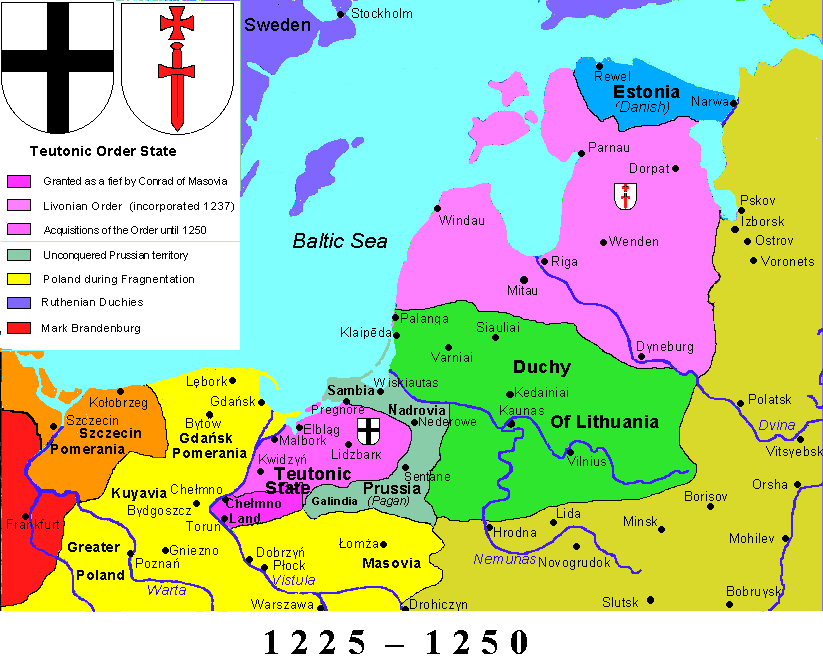
Les peuples baltes sous la domination des chevaliers teutoniques.

L'ordre militaro-monastique des Chevaliers Porte-Glaive est créé en 1202 pour conquérir et christianiser les peuples païens autour du golfe de Riga. Les peuples baltes septentrionaux sont soumis avant 1216.
Après des tentatives en 997 et 114 pour soumettre les Baltes occidentaux, le duché de Mazovie intensifie ses attaques, à partir de 1209, pour soumettre ces peuples païens. En représailles, ceux-ci font des incursions en Mazovie. Ne parvenant pas à les vaincre, le duc Conrad Ier de Mazovie invite, d'abord, les chevaliers de l’Ordre Teutonique à s’installer en Pologne, à la frontière avec les prussiens, puis les encourage, en 1231, à pénétrer sur les territoires de ceux-ci. En une cinquantaine d'années, les Chevaliers teutoniques - qui ont fusionné, entre-temps, avec les Chevaliers Porte-Glaive - vont vaincre tous les peuples baltes occidentaux. Les peuples baltes seront soumis par les moines-soldats allemands, avant l'an 1300, sauf les Lituaniens qui conserveront leur indépendance.
Le sous-groupe des Baltes occidentaux, plus proche géographiquement des Polonais et des Allemands, a subi la pression militaire puis linguistique et culturelle de ceux-ci et s'est fondu en eux. Une partie a aussi été assimilée par les Biélorusses. Les dernières personnes parlant le vieux prussien ont disparu au cours du XVIIIe siècle.

### Les Baltes aujourd'hui
Des anciens peuples baltes, il ne subsiste, de nos jours, que les Lituaniens, les Séloniens, les Latgaliens et les Lettons. Les Lettons se trouvent surtout en Lettonie, tant en Courlande, en Vidzeme qu'en Zemgale, mais de manière moins importante en Latgale ou coexistent Baltes, Russes, Biélorusses et Polonais.
Les Lituaniens vivent en Lituanie, mais comptent une importante communauté en Lettonie (34 000 personnes soit 1,4 % de la population, surtout dans les Rajons de Bauska, de Liepaja et de Dobele), en Pologne (15 000 à 25 000 dans la Voïvodie de Podlachie : communes de Puńsk et de Sejny) en Biélorussie et dans l'oblast de Kaliningrad (13 000 personnes soit 1,4 %, notamment à Smolensk) en Russie.
Il existe une importante communauté d'origine balte en Irlande (plus de 45 000 soit >1 % de la population) et au Royaume-Uni (entre 100 et 200 000, la Lituanie a cinq consulats et la Lettonie en a trois) à la suite de l'entrée des Pays Baltes dans l'Union européenne en 2004 (chiffres de 2007).

## Les différents peuples

### Peuples aujourd'hui
- Kurseniekis : dans la lagune de Courlande.

- Lettons :
  - Coures : en Kurzeme.
  - Latgaliens : en Latgale.
  - Livoniens : peuple finnois de Vidzeme, ayant fusionné en grande partie avec les Lettons.
  - Séloniens : en Sélonie.
  - Sémigaliens : en Zemgale.

- Lituaniens :
  - Lietuvininsks : en Prusse-Orientale.
  - Samogites : en Samogitie.
  - Sudoviens et Yotvingiens : en Sudovie.

Note : Certains rapprochent les Kurseniekis des Lettons, en raison des origines curoniennes supposées de ce premier.

### Peuples ayant disparu
• Baltes du Dniepr : assimilés aux Slaves.
• Borusses : en Prusse-Orientale, assimilés aux Allemands et, pour une minorité, aux Lituaniens.
• Galindiens : en Prusse-Orientale, assimilés aux Allemands et aux Mazuriens (Polonais).
• Galindiens de l'Est : en Russie (Moscovie), assimilés aux Russes?
• Skalviens : près de Klaipėda, assimilés aux Allemands.
Note: Les Galindiens de l'Est sont cités dans des écrits de 1058 à 1147, on ne sait ce qu'ils sont devenus.